# Virginia Slims Championships 1977
Il Virginia Slims Championships 1977 è stato un torneo di tennis femminile che si è giocato a New York negli USA dal 21 al 27 marzo campi in sintetico indoor. È stata la 6ª edizione del torneo di fine anno di singolare.

## Campionesse

### Singolare
Chris Evert ha battuto in finale  Sue Barker con il punteggio di 2–6, 6–1, 6–1

### Doppio
Il torneo di doppio si è giocato a Tokyo